# خورخه آکوستا
خورخه آکوستا (انگلیسی: Jorge Acosta؛ زادهٔ ۲۹ مهٔ ۱۹۶۴) بازیکن فوتبال بازنشسته آمریکایی متولد کلمبیا است که در پست مهاجم بازی می‌کرد. او بیشتر دوران حرفه‌ای خود را در دسته‌های پایین‌تر آمریکا و همچنین مدتی در دسته اول کلمبیا بازی کرد. 
وی در تیم ملی فوتبال ایالات متحده آمریکا در سال‌های ۱۹۹۱ و ۱۹۹۲ بازی کرده است.